# Аяз Махмуд
Аяз Махмуд (24 травня 1964) — пакистанський хокеїст на траві.
Олімпійський чемпіон 1984 року.
Срібний призер Азійських ігор 1986 року.